# Élections municipales de 2017 dans Pontiac
Pour un article plus général, voir Élections municipales de 2017 en Outaouais.
Cet article concerne les élections municipales de 2017 en Outaouais dans la municipalité régionale de comté dans Pontiac.

## Alleyn-et-Cawood
| Candidats pour la mairie      | Vote | %     |
| ----------------------------- | ---- | ----- |
| Carl Mayer (Sortant)          | 101  | 54,01 |
| Joseph Squitti                | 50   | 26,74 |
| Karen (Kim) Montague Milford  | 36   | 19,25 |
| Taux de participation : N/A % |      |       |

| Candidats conseiller #1 | Vote            | %               |
| ----------------------- | --------------- | --------------- |
| Susan Tanner (Sortante) | Sans opposition | Sans opposition |

| Candidats conseiller #2 | Vote | %     |
| ----------------------- | ---- | ----- |
| Jason Emery             | 111  | 60,33 |
| Ricky Lafleur (Sortant) | 73   | 39,67 |

| Candidats conseiller #3   | Vote            | %               |
| ------------------------- | --------------- | --------------- |
| Sidney Squitti (Sortante) | Sans opposition | Sans opposition |

| Candidats conseiller #4  | Vote | %     |
| ------------------------ | ---- | ----- |
| John Emery               | 94   | 50,81 |
| Ronnie Lafleur (Sortant) | 91   | 49,19 |

| Candidats conseiller #5    | Vote | %     |
| -------------------------- | ---- | ----- |
| Mona Giroux-Woodstock      | 108  | 58,70 |
| Christopher Salt (Sortant) | 76   | 41,30 |

| Candidats conseiller #6 | Vote            | %               |
| ----------------------- | --------------- | --------------- |
| Grace Becky Early       | Sans opposition | Sans opposition |

## Bristol
| Candidats pour la mairie | Vote            | %               |
| ------------------------ | --------------- | --------------- |
| Brent Orr (Sortant)      | Sans opposition | Sans opposition |

| Candidats conseiller #1  | Vote            | %               |
| ------------------------ | --------------- | --------------- |
| Phillip Holmes (Sortant) | Sans opposition | Sans opposition |

| Candidats conseiller #2 | Vote            | %               |
| ----------------------- | --------------- | --------------- |
| Archie Greer (Sortant)  | Sans opposition | Sans opposition |

| Candidats conseiller #3     | Vote            | %               |
| --------------------------- | --------------- | --------------- |
| Colette O'Malley (Sortante) | Sans opposition | Sans opposition |

| Candidats conseiller #4 | Vote            | %               |
| ----------------------- | --------------- | --------------- |
| Greg Graham (Sortant)   | Sans opposition | Sans opposition |

| Candidats conseiller #5  | Vote            | %               |
| ------------------------ | --------------- | --------------- |
| Brian Drummond (Sortant) | Sans opposition | Sans opposition |

| Candidats conseiller #6   | Vote | %     |
| ------------------------- | ---- | ----- |
| Debbie Kilgour (Sortante) | 244  | 51,80 |
| Kenneth Bernard           | 227  | 48,20 |

## Bryson
| Candidats pour la mairie | Vote            | %               |
| ------------------------ | --------------- | --------------- |
| Alain Gagnon (Sortant)   | Sans opposition | Sans opposition |

| Candidats conseiller #1 | Vote            | %               |
| ----------------------- | --------------- | --------------- |
| David Miljour (Sortant) | Sans opposition | Sans opposition |

| Candidats conseiller #2    | Vote | %     |
| -------------------------- | ---- | ----- |
| Diane Tourangeau Lance     | 175  | 60,55 |
| Pierre Graveline (Sortant) | 114  | 39,45 |

| Candidats conseiller #3   | Vote            | %               |
| ------------------------- | --------------- | --------------- |
| Joanne Ralston (Sortante) | Sans opposition | Sans opposition |

| Candidats conseiller #4 | Vote | %     |
| ----------------------- | ---- | ----- |
| Wayne Cameron (Sortant) | 220  | 78,01 |
| Robert Germain          | 62   | 21,99 |

| Candidats conseiller #5 | Vote | %     |
| ----------------------- | ---- | ----- |
| Paul Gauthier (Sortant) | 143  | 51,07 |
| Suzanne Romain          | 137  | 48,93 |

| Candidats conseiller #6 | Vote            | %               |
| ----------------------- | --------------- | --------------- |
| Jian Zhang              | Sans opposition | Sans opposition |

## Campbell's Bay
| Candidats pour la mairie                      | Vote | %     |
| --------------------------------------------- | ---- | ----- |
| Maurice Beauregard (Sortant d'un autre poste) | 242  | 52,38 |
| Lisa Dagenais (Sortante d'un autre poste)     | 220  | 47,62 |
| Taux de participation : 73,1 %                |      |       |

| Candidats conseiller #1 | Vote | %     |
| ----------------------- | ---- | ----- |
| Raymond Pilon (Sortant) | 267  | 57,54 |
| Stéphane Barbarie       | 197  | 42,46 |

| Candidats conseiller #2    | Vote            | %               |
| -------------------------- | --------------- | --------------- |
| Timothy Ferrigan (Sortant) | Sans opposition | Sans opposition |

| Candidats conseiller #3 | Vote | %     |
| ----------------------- | ---- | ----- |
| Jean-Pierre Landry      | 274  | 60,35 |
| Scott Laporte           | 180  | 39,65 |

| Candidats conseiller #4 | Vote | %     |
| ----------------------- | ---- | ----- |
| Stéphanie Hébert-Shea   | 283  | 61,79 |
| Richard Gratton         | 175  | 38,21 |

| Candidats conseiller #5 | Vote | %     |
| ----------------------- | ---- | ----- |
| Lois Smith (Sortante)   | 245  | 52,58 |
| Michel Dubeau           | 221  | 47,42 |

| Candidats conseiller #6         | Vote | %     |
| ------------------------------- | ---- | ----- |
| Suzanne Dubeau-Pilon (Sortante) | 227  | 48,92 |
| Cletus Ferrigan                 | 164  | 35,34 |
| Julie Anglehart                 | 73   | 15,73 |

## Chichester
| Candidats pour la mairie | Vote            | %               |
| ------------------------ | --------------- | --------------- |
| Donald Gagnon (Sortant)  | Sans opposition | Sans opposition |

| Candidats conseiller #1 | Vote | %     |
| ----------------------- | ---- | ----- |
| Dustin Denault          | 114  | 57,00 |
| Theresa Wynne Trail     | 86   | 43,00 |

| Candidats conseiller #2 | Vote            | %               |
| ----------------------- | --------------- | --------------- |
| Louis Schryer (Sortant) | Sans opposition | Sans opposition |

| Candidats conseiller #3  | Vote | %     |
| ------------------------ | ---- | ----- |
| Jacques Fleury (Sortant) | 143  | 69,76 |
| Janet Fleury             | 62   | 30,24 |

| Candidats conseiller #4 | Vote | %     |
| ----------------------- | ---- | ----- |
| Chrissy Ann Payne       | 128  | 63,05 |
| Gail Gagnon Martin      | 75   | 36,95 |

| Candidats conseiller #5 | Vote | %     |
| ----------------------- | ---- | ----- |
| Corey Bissonnette       | 126  | 62,38 |
| Melanie Jones           | 76   | 37,62 |

| Candidats conseiller #6 | Vote | %     |
| ----------------------- | ---- | ----- |
| Neil Maloney (Sortant)  | 133  | 65,20 |
| Glen Gagnon             | 71   | 34,80 |

## Clarendon
| Candidats pour la mairie       | Vote | %     |
| ------------------------------ | ---- | ----- |
| John Armstrong (Sortant)       | 347  | 59,11 |
| Gerald F. Dagg                 | 240  | 40,89 |
| Taux de participation : 52,3 % |      |       |

| Candidats conseiller #1 | Vote            | %               |
| ----------------------- | --------------- | --------------- |
| Rick Younge             | Sans opposition | Sans opposition |

| Candidats conseiller #2 | Vote | %     |
| ----------------------- | ---- | ----- |
| Jonathan Dagg           | 322  | 55,71 |
| James Howard (Sortant)  | 256  | 44,29 |

| Candidats conseiller #3   | Vote            | %               |
| ------------------------- | --------------- | --------------- |
| Phillip Elliott (Sortant) | Sans opposition | Sans opposition |

| Candidats conseiller #4 | Vote | %     |
| ----------------------- | ---- | ----- |
| Edward Walsh            | 302  | 52,43 |
| Keven Knox (Sortant)    | 186  | 32,29 |
| Luc Lapointe            | 88   | 15,28 |

| Candidats conseiller #5 | Vote            | %               |
| ----------------------- | --------------- | --------------- |
| Eric Smith (Sortant)    | Sans opposition | Sans opposition |

| Candidats conseiller #6 | Vote            | %               |
| ----------------------- | --------------- | --------------- |
| Mavis Hanna (Sortante)  | Sans opposition | Sans opposition |

## Fort-Coulonge
| Candidats pour la mairie                   | Vote | %     |
| ------------------------------------------ | ---- | ----- |
| Gaston Allard                              | 585  | 73,22 |
| Jacques Masseau (Sortant d'un autre poste) | 214  | 26,78 |
| Taux de participation : 69,3 %             |      |       |

| Candidats conseiller #1   | Vote | %     |
| ------------------------- | ---- | ----- |
| Christine Francoeur       | 630  | 78,75 |
| Gilles Beaulieu (Sortant) | 170  | 21,25 |

| Candidats conseiller #2    | Vote            | %               |
| -------------------------- | --------------- | --------------- |
| Gaétan Graveline (Sortant) | Sans opposition | Sans opposition |

| Candidats conseiller #3       | Vote | %     |
| ----------------------------- | ---- | ----- |
| Pierre Vaillancourt (Sortant) | 413  | 51,69 |
| Mélissa Lemay                 | 386  | 48,31 |

| Candidats conseiller #4   | Vote            | %               |
| ------------------------- | --------------- | --------------- |
| Debbie Laporte (Sortante) | Sans opposition | Sans opposition |

| Candidats conseiller #5 | Vote            | %               |
| ----------------------- | --------------- | --------------- |
| Nathalie Denault        | Sans opposition | Sans opposition |

| Candidats conseiller #6   | Vote            | %               |
| ------------------------- | --------------- | --------------- |
| Lise A. Romain (Sortante) | Sans opposition | Sans opposition |

- Démission du maire Gaston Allard le 11 novembre 2020 pour cause d'incapacité à remplir ses fonctions[1].
- Élection par cooptation de Debbie Laporte (conseillère #4) au poste de mairesse, première femme à occuper cette fonction le 20 novembre 2020[1].

| Candidats pour la mairie Élection par le conseil municipal | Vote            | %               |
| ---------------------------------------------------------- | --------------- | --------------- |
| Debbie Laporte (Sortante d'un autre poste)                 | Sans opposition | Sans opposition |

## L'Isle-aux-Allumettes
| Candidats pour la mairie                     | Vote | %     |
| -------------------------------------------- | ---- | ----- |
| Winston Sunstrum (Sortant)                   | 342  | 39,09 |
| Kevin Vickers                                | 286  | 32,69 |
| Geneviève O'Brien (Sortant d'un autre poste) | 247  | 28,23 |
| Taux de participation : 63,2 %               |      |       |

| Candidats conseiller #1    | Vote | %     |
| -------------------------- | ---- | ----- |
| Mariette Sallafranque      | 528  | 61,83 |
| Marc Deslauriers (Sortant) | 326  | 38,17 |

| Candidats conseiller #2 | Vote | %     |
| ----------------------- | ---- | ----- |
| Louis Lair (Sortant)    | 449  | 52,45 |
| Edward Tierney          | 407  | 47,55 |

| Candidats conseiller #3      | Vote | %     |
| ---------------------------- | ---- | ----- |
| Patrick Montgomery           | 613  | 70,54 |
| André Vaillancourt (Sortant) | 256  | 29,46 |

| Candidats conseiller #4 | Vote | %     |
| ----------------------- | ---- | ----- |
| Nancy McGuire           | 518  | 60,58 |
| Eldon Adam              | 337  | 39,42 |

| Candidats conseiller #5 | Vote | %     |
| ----------------------- | ---- | ----- |
| Roger Lavoie (Sortant)  | 513  | 59,72 |
| Philip Perry            | 346  | 40,28 |

| Candidats conseiller #6  | Vote | %     |
| ------------------------ | ---- | ----- |
| Patrick Tallon (Sortant) | 471  | 55,22 |
| Robert Chafe             | 382  | 44,78 |

## L'Île-du-Grand-Calumet
| Candidats pour la mairie                  | Vote | %     |
| ----------------------------------------- | ---- | ----- |
| Serge Newberry                            | 144  | 33,88 |
| Paul-Émile Maleau                         | 125  | 29,41 |
| Mario Tremblay (Sortant d'un autre poste) | 105  | 24,71 |
| Lina Lacroix-Ricard                       | 51   | 12,00 |
| Taux de participation : 50,4 %            |      |       |

| Candidats conseiller #1 | Vote | %     |
| ----------------------- | ---- | ----- |
| Martin Bertrand         | 278  | 65,26 |
| Lyne Tremblay           | 148  | 34,74 |

| Candidats conseiller #2 | Vote            | %               |
| ----------------------- | --------------- | --------------- |
| Mario Bédard            | Sans opposition | Sans opposition |

| Candidats conseiller #3 | Vote            | %               |
| ----------------------- | --------------- | --------------- |
| Mona Donnelly           | Sans opposition | Sans opposition |

| Candidats conseiller #4 | Vote | %     |
| ----------------------- | ---- | ----- |
| Patrice Dumouchel       | 225  | 52,69 |
| Anik Boulanger          | 138  | 32,32 |
| Sylvain Tremblay        | 64   | 14,99 |

| Candidats conseiller #5   | Vote | %     |
| ------------------------- | ---- | ----- |
| Réjean Meilleur (Sortant) | 203  | 48,10 |
| Brian Duval               | 126  | 29,86 |
| Jeneviève Lemaire         | 93   | 22,04 |

| Candidats conseiller #6   | Vote | %     |
| ------------------------- | ---- | ----- |
| Elie James Azola Moankong | 214  | 50,71 |
| Richard LaSalle (Sortant) | 208  | 49,29 |

- Démission de Patrice Dumouchel (conseiller #4) pour raison professionnelles le 29 mars 2018[2].
- Élection d'Alice Meilleur Pieschke au poste de conseillère #4 le 15 juillet 2018[3].

| Candidats conseiller #6 | Vote | %   |
| ----------------------- | ---- | --- |
| Alice Meilleur Pieschke | n/d  | n/d |
| n/d                     | n/d  | n/d |

## Litchfield
| Candidats pour la mairie       | Vote | %     |
| ------------------------------ | ---- | ----- |
| Colleen Larivière (Sortante)   | 208  | 58,59 |
| Brian (Champ) Corriveau        | 147  | 41,41 |
| Taux de participation : 70,7 % |      |       |

| Candidats conseiller #1 | Vote            | %               |
| ----------------------- | --------------- | --------------- |
| Terry Racine (Sortant)  | Sans opposition | Sans opposition |

| Candidats conseiller #2    | Vote | %     |
| -------------------------- | ---- | ----- |
| Donald Graveline (Sortant) | 195  | 55,87 |
| Charles Stephens           | 154  | 44,13 |

| Candidats conseiller #3 | Vote            | %               |
| ----------------------- | --------------- | --------------- |
| Denis Dubeau (Sortant)  | Sans opposition | Sans opposition |

| Candidats conseiller #4        | Vote            | %               |
| ------------------------------ | --------------- | --------------- |
| Joseph John Belanger (Sortant) | Sans opposition | Sans opposition |

| Candidats conseiller #5 | Vote            | %               |
| ----------------------- | --------------- | --------------- |
| Emile Morin (Sortant)   | Sans opposition | Sans opposition |

| Candidats conseiller #6 | Vote | %     |
| ----------------------- | ---- | ----- |
| John Stitt              | 134  | 37,96 |
| Robert Brisebois        | 81   | 22,95 |
| Guylaine Marcil         | 73   | 20,68 |
| Richard Crawford        | 65   | 18,41 |

## Mansfield-et-Pontefract
| Candidats pour la mairie                 | Vote | %     |
| ---------------------------------------- | ---- | ----- |
| Gilles Dionne (Sortant d'un autre poste) | 812  | 62,90 |
| Kathleen Belec (Sortante)                | 321  | 24,86 |
| Terence Levesque                         | 158  | 12,24 |
| Taux de participation : 64,6 %           |      |       |

| Candidats conseiller #1 | Vote | %     |
| ----------------------- | ---- | ----- |
| Kim Laroche             | 827  | 64,61 |
| Leslie Bélair           | 453  | 35,36 |

| Candidats conseiller #2 | Vote            | %               |
| ----------------------- | --------------- | --------------- |
| Brian Boisvert          | Sans opposition | Sans opposition |

| Candidats conseiller #3 | Vote | %     |
| ----------------------- | ---- | ----- |
| Luc Sicard              | 709  | 55,30 |
| René Ladouceur          | 573  | 44,70 |

| Candidats conseiller #4   | Vote | %     |
| ------------------------- | ---- | ----- |
| Gerry Ladouceur (Sortant) | 673  | 52,46 |
| Richard Morrissette       | 610  | 47,54 |

| Candidats conseiller #5     | Vote | %     |
| --------------------------- | ---- | ----- |
| Claudette Béland (Sortante) | 768  | 59,63 |
| Gaétan Fortin               | 456  | 35,40 |
| Louis-Philippe Fortin       | 64   | 4,97  |

| Candidats conseiller #6 | Vote | %     |
| ----------------------- | ---- | ----- |
| Sandra Armstrong        | 685  | 53,35 |
| Neil Gervais (Sortant)  | 599  | 46,65 |

## Otter Lake
| Candidats pour la mairie          | Vote            | %               |
| --------------------------------- | --------------- | --------------- |
| Kim Cartier-Villeneuve (Sortante) | Sans opposition | Sans opposition |

| Candidats conseiller #1 | Vote | %     |
| ----------------------- | ---- | ----- |
| Carlen Lafleur          | 269  | 52,44 |
| Rachel Lapointe         | 244  | 47,56 |

| Candidats conseiller #2 | Vote            | %               |
| ----------------------- | --------------- | --------------- |
| Desiree Tremblay        | Sans opposition | Sans opposition |

| Candidats conseiller #3    | Vote | %     |
| -------------------------- | ---- | ----- |
| Kathleen Gauthier          | 279  | 54,07 |
| Jennifer Vadneau (Sortant) | 237  | 45,93 |

| Candidats conseiller #4 | Vote            | %               |
| ----------------------- | --------------- | --------------- |
| Vicky Dubeau (Sortant)  | Sans opposition | Sans opposition |

| Candidats conseiller #5 | Vote            | %               |
| ----------------------- | --------------- | --------------- |
| Ivan Leblanc (Sortant)  | Sans opposition | Sans opposition |

| Candidats conseiller #6    | Vote | %     |
| -------------------------- | ---- | ----- |
| Robin Zacharias            | 384  | 74,42 |
| Jacques Gauthier (Sortant) | 132  | 25,58 |

- Desiree Tremblay (conseillère #2) et Ivan Leblanc (conseiller #5) quittent leurs fonctions peu avant le 6 juillet 2021[4].

## Portage-du-Fort
| Candidats pour la mairie      | Vote | %     |
| ----------------------------- | ---- | ----- |
| Lynne Cameron (Sortante)      | 94   | 51,65 |
| Nicole Racine Thompson        | 88   | 48,35 |
| Taux de participation : N/A % |      |       |

| Candidats conseiller #1 | Vote            | %               |
| ----------------------- | --------------- | --------------- |
| Debra Greensheilds      | Sans opposition | Sans opposition |

| Candidats conseiller #2      | Vote            | %               |
| ---------------------------- | --------------- | --------------- |
| Sharon Goodfellow Brinkworth | Sans opposition | Sans opposition |

| Candidats conseiller #3  | Vote | %     |
| ------------------------ | ---- | ----- |
| Gerald Manwell (Sortant) | 93   | 51,10 |
| Edward Thompson          | 89   | 48,90 |

| Candidats conseiller #4    | Vote            | %               |
| -------------------------- | --------------- | --------------- |
| Jacques Guérette (Sortant) | Sans opposition | Sans opposition |

| Candidats conseiller #5 | Vote | %     |
| ----------------------- | ---- | ----- |
| Cody Coughlin           | 134  | 74,03 |
| Frank Sofalvi           | 47   | 25,97 |

| Candidats conseiller #6 | Vote            | %               |
| ----------------------- | --------------- | --------------- |
| Alan Farrell (Sortant)  | Sans opposition | Sans opposition |

- Départ d'Allan Farrell (conseiller #6) en octobre 2018[5].
- Edward Thompson siège à titre de conseiller #6 à partir du 15 avril 2019[6].

| Candidats conseiller #6 | Vote | %   |
| ----------------------- | ---- | --- |
| Edward Thomson          | n/d  | n/d |

- Départ de Debra Greensheilds (conseiller #1) en peu avant le 4 novembre 2019[7].
- Élection de Christopher West au poste de conseiller #1 à partir en janvier 2020[8].

| Candidats conseiller #1 | Vote | %   |
| ----------------------- | ---- | --- |
| Christopher West        | n/d  | n/d |

## Rapides-des-Joachims
| Candidats pour la mairie       | Vote | %     |
| ------------------------------ | ---- | ----- |
| James Gibson (Sortant)         | 56   | 60,22 |
| Marc Deschesnes                | 37   | 39,78 |
| Taux de participation : 72,1 % |      |       |

| Candidats conseiller #1 | Vote | %     |
| ----------------------- | ---- | ----- |
| Doris May Larochelle    | 55   | 59,14 |
| Anne Butler (Sortante)  | 38   | 40,86 |

| Candidats conseiller #2 | Vote | %     |
| ----------------------- | ---- | ----- |
| Noel Leclerc (Sortant)  | 51   | 54,84 |
| Annie Morin             | 42   | 45,16 |

| Candidats conseiller #3 | Vote | %     |
| ----------------------- | ---- | ----- |
| Mareen Sarrazin         | 70   | 75,27 |
| Dale Levesque (Sortant) | 23   | 24,73 |

| Candidats conseiller #4     | Vote | %     |
| --------------------------- | ---- | ----- |
| Paul-André Paquette         | 56   | 60,87 |
| Carole Desnoyers (Sortante) | 36   | 39,13 |

- Départ de Mareen Sarrazin (conseillère #3) et de Paul-André Paquette (conseiller #4) avant le 9 janvier 2020[9].
- Dale Lévesque et Anne Marie Butler font leurs entrées au conseil municipal à titre respectivement de conseiller #3 et de conseillère #4 le 5 mars 2020[10].

| Candidats conseiller #3 | Vote | %   |
| ----------------------- | ---- | --- |
| Dale Lévesque           | n/d  | n/d |

| Candidats conseiller #4 | Vote | %   |
| ----------------------- | ---- | --- |
| Anne Marie Butler       | n/d  | n/d |

## Shawville
| Candidats pour la mairie       | Vote | %     |
| ------------------------------ | ---- | ----- |
| Sandra Murray (Sortante)       | 360  | 51,14 |
| William McCleary               | 344  | 48,86 |
| Taux de participation : 55,5 % |      |       |

| Candidats conseiller #1 | Vote            | %               |
| ----------------------- | --------------- | --------------- |
| Keith Harris (Sortant)  | Sans opposition | Sans opposition |

| Candidats conseiller #2 | Vote            | %               |
| ----------------------- | --------------- | --------------- |
| Denzil Yach             | Sans opposition | Sans opposition |

| Candidats conseiller #3    | Vote            | %               |
| -------------------------- | --------------- | --------------- |
| Peggie Sheppard (Sortante) | Sans opposition | Sans opposition |

| Candidats conseiller #4 | Vote | %     |
| ----------------------- | ---- | ----- |
| Jaime Christie          | 571  | 81,81 |
| Donna Andrew            | 127  | 18,19 |

| Candidats conseiller #5      | Vote            | %               |
| ---------------------------- | --------------- | --------------- |
| Bill William Hobbs (Sortant) | Sans opposition | Sans opposition |

| Candidats conseiller #6  | Vote            | %               |
| ------------------------ | --------------- | --------------- |
| Patti Moffatt (Sortante) | Sans opposition | Sans opposition |

## Sheenboro
| Candidats pour la mairie | Vote            | %               |
| ------------------------ | --------------- | --------------- |
| Doris Ranger (Sortante)  | Sans opposition | Sans opposition |

| Candidats conseiller #1 | Vote            | %               |
| ----------------------- | --------------- | --------------- |
| Dick Edwards (Sortant)  | Sans opposition | Sans opposition |

| Candidats conseiller #2 | Vote            | %               |
| ----------------------- | --------------- | --------------- |
| John Brennan (Sortant)  | Sans opposition | Sans opposition |

| Candidats conseiller #3  | Vote | %     |
| ------------------------ | ---- | ----- |
| Rick Bradshaw            | 90   | 60,81 |
| Donald Krieger (Sortant) | 58   | 39,19 |

| Candidats conseiller #4         | Vote            | %               |
| ------------------------------- | --------------- | --------------- |
| Lorna Brennan Agnesi (Sortante) | Sans opposition | Sans opposition |

| Candidats conseiller #5    | Vote | %     |
| -------------------------- | ---- | ----- |
| Lawrence Gleason (Sortant) | 78   | 53,06 |
| Neil Meehan                | 69   | 46,94 |

| Candidats conseiller #6 | Vote            | %               |
| ----------------------- | --------------- | --------------- |
| Karen Shea (Sortante)   | Sans opposition | Sans opposition |

## Thorne
| Candidats pour la mairie                     | Vote | %     |
| -------------------------------------------- | ---- | ----- |
| Karen Daly Kelly (Sortante d'un autre poste) | 244  | 65,95 |
| Terence Murdock (Sortant)                    | 126  | 34,05 |
| Taux de participation : 60,1 %               |      |       |

| Candidats conseiller #1 | Vote | %     |
| ----------------------- | ---- | ----- |
| Robert Willis           | 264  | 73,33 |
| Robert Cyrus Black      | 96   | 26,67 |

| Candidats conseiller #2 | Vote | %     |
| ----------------------- | ---- | ----- |
| Marsha Steinke Bean     | 248  | 69,47 |
| Darren Knox             | 109  | 30,53 |

| Candidats conseiller #3        | Vote | %     |
| ------------------------------ | ---- | ----- |
| Megane Bretzlaff               | 282  | 76,22 |
| Marguerite May Born (Sortante) | 88   | 23,78 |

| Candidats conseiller #4     | Vote | %     |
| --------------------------- | ---- | ----- |
| Deborah Stafford (Sortante) | 229  | 63,43 |
| Shawn Kluke                 | 132  | 36,57 |

| Candidats conseiller #5 | Vote | %     |
| ----------------------- | ---- | ----- |
| Robert Charette         | 244  | 67,59 |
| Daniel Soroka           | 117  | 32,41 |

| Candidats conseiller #6    | Vote | %     |
| -------------------------- | ---- | ----- |
| Jammie-Lee Coursol (Thrun) | 212  | 59,89 |
| Robert B. Blaskie          | 142  | 40,11 |

## Waltham
| Candidats pour la mairie | Vote            | %               |
| ------------------------ | --------------- | --------------- |
| David Rochon (Sortant)   | Sans opposition | Sans opposition |

| Candidats conseiller #1  | Vote            | %               |
| ------------------------ | --------------- | --------------- |
| Brenda Landry (Sortante) | Sans opposition | Sans opposition |

| Candidats conseiller #2  | Vote            | %               |
| ------------------------ | --------------- | --------------- |
| Gerard Pharand (Sortant) | Sans opposition | Sans opposition |

| Candidats conseiller #3  | Vote            | %               |
| ------------------------ | --------------- | --------------- |
| Ramona Marion (Sortante) | Sans opposition | Sans opposition |

| Candidats conseiller #4 | Vote            | %               |
| ----------------------- | --------------- | --------------- |
| Odette Godin (Sortante) | Sans opposition | Sans opposition |

| Candidats conseiller #5 | Vote            | %               |
| ----------------------- | --------------- | --------------- |
| Elwood Allard (Sortant) | Sans opposition | Sans opposition |

| Candidats conseiller #6   | Vote            | %               |
| ------------------------- | --------------- | --------------- |
| Pierre Gauthier (Sortant) | Sans opposition | Sans opposition |